# Red Garland's Piano
Red Garland's Piano è un album di Red Garland con Paul Chambers e Art Taylor, pubblicato dalla Prestige Records nel 1957.

## Tracce
Lato A
1. Please Send Me to Love – 9:51 (Percy Mayfield) – Registrato il 22 marzo 1957
2. Stomping at the Savoy – 3:12 (Benny Goodman, Chick Webb) – Registrato il 22 marzo 1957
3. The Very Thought of You – 4:12 (Ray Noble) – Registrato il 22 marzo 1957
4. Almost Like Being in Love – 4:52 (Al Lerner, Frederick Loewe) – Registrato il 22 marzo 1957

Durata totale: 22:07
Lato B
1. If I Were a Bell – 6:41 (Frank Loesser) – Registrato il 14 dicembre 1956
2. I Know Why – 4:50 (Harry Warren, Mack Gordon) – Registrato il 14 dicembre 1956
3. I Can't Give You Anything but Love – 5:05 (Jimmy McHugh, Dorothy Fields) – Registrato il 22 marzo 1957
4. But Not for Me – 5:52 (George Gershwin) – Registrato il 22 marzo 1957

Durata totale: 22:28

## Musicisti
Red Garland Trio
- Red Garland  - pianoforte
- Paul Chambers  - contrabbasso
- Art Taylor  - batteria